# Flying Without Wings
"Flying Without Wings" este o melodie interpretată de Westlife preluată de pe albumul lor de debut omonim. Melodia a devenit un hit instant în Regatul Unit și în multe zone ale lumii. A devenit al treilea single numărul 1 al trupei, stând 13 săptămâni în topuri. De asemenea, este unul dintre cele mai bine vândute single-uri numărul unu ale trupei. Melodia a primit Discul de Argint în Regatul Unit pentru 200.000 de exemplare vândute. Până acum a fost vândut în peste 390.000 de exemplare.
"Flying Without Wings" a fost folosită și în filmul Pokémon: The Movie 2000. În 2002 trupa a reînregistrat melodia ca duet cu interpretul mexican Cristian Castro și cu interpreta pop sud-coreeană BoA. Dueturile au fost incluse pe albumele Greatest Hits ale lui Westlife lansate în același an. În 2004 Westlife a lansat o variantă live a acestei melodii care a fost interpretată în cadrul unui concert din Stockholm. A fost lansat ca download digital și a devenit primul single numărul 1 la download în istoria muzicii britanice. "That's What Is All About", o melodie de pe single, a fost difuzată la radio în Hong Kong și a ajuns până pe locul 7.
JLS a interpretat melodia împreună cu Westlife în finala The X Factor din 2008. Cântăreața australiană Delta Goodrem a interpretat melodia cu prietenul ei și fostul membru Westlife, Brian McFadden, în cadrul turneului național al ei Visualise Tour din 2005.

## Lista de melodii

### Regatul Unit CD 1
1. "Flying Without Wings" - 3:35
2. "Everybody Knows" - 4:09
3. "CD-Rom"

### Regatul Unit CD 2
1. "Fling Without Wings" - 3:35
2. "That's What Is All About" - 3:20
3. "Flying Without Wings" (A Capella Mix) - 3:29

### Australia
1. "Flying Without Wings" - 3:35
2. "I Have a Dream" - 4:06
3. "Seasons in the Sun" - 4:10
4. "CD-Rom"

## Performanțele din topuri
| Țara          | Locul |
| ------------- | ----- |
| Regatul Unit  | 1     |
| Irlanda       | 1     |
| Belgia        | 7     |
| Noua Zeelandă | 6     |
| Suedia        | 12    |
| Norvegia      | 7     |
| Australia     | 31    |
| Olanda        | 17    |
| Germania      | 85    |
| Finlanda      | 17    |